# Komunistyczny Uniwersytet Pracujących Wschodu
Komunistyczny Uniwersytet Pracujących Wschodu (ros. Коммунистический университет трудящихся Востока, КУТВ) – uczelnia przygotowująca kadry partyjne dla radzieckich republik Azji Środkowej, ogółu państw azjatyckich oraz Kaukazu istniejąca w latach 1921–1938.
Uniwersytet został powołany na mocy dekretu CKW RFSRR z 21 kwietnia 1921 roku jako instytucja podległa Ludowemu Komisariatowi Oświaty (narkomprosowi) – później przeszedł pod bezpośrednią kontrolę KC WKP(b).
Pierwsze zajęcia odbyły się 21 października 1921 roku. Kadra naukowa pochodziła w większości z tzw. kursów wschodnich przy Ludowym Komisariacie Narodowości. Uniwersytet mieścił się w Moskwie, jednak miał swoje oddziały w Taszkencie, Baku i Irkucku.
Ogólny czas nauki wynosił 3 lata, mógł jednak zostać skrócony.
Na uniwersytecie funkcjonowały wydziały:
- Pracy Partyjnej i Propagandy
- Ruchu Związkowego
- Gospodarki
- Administracji i Prawa

Zajęcia były prowadzone przez A. Łunaczarskiego, Ł. Krasina, A. Gubera.
W latach 1927–1938 uniwersytet wydawał swoje czasopismo pt. „Riewoliucionnyj Wostok”.
Pod koniec lat trzydziestych został rozwiązany – oficjalnie z powodu rozrostu sieci placówek oświatowych na peryferiach ZSRR, de facto powodem było rozprawienie się z większością kadry przez Józefa Stalina na fali czystek. Wykształcono na niej wiele osób reprezentujących tzw. „narodowy komunizm”, sceptyczny lub wrogi wobec Związku Radzieckiego, np. Hồ Chí Minh, Deng Xiaoping, Sułtan Galiew czy Chasan Israiłow.